# هارلاند كارل
هارلاند كارل (بالإنجليزية: Harland Carl)‏ هو لاعب كرة قدم أمريكية أمريكي، ولد في 1 أكتوبر 1931 في غرينوود في الولايات المتحدة.

## وصلات خارجية
- هارلاند كارل على موقع مرجع كرة القدم المحترفة.كوم (الإنجليزية)